# Antonino de la Asunción
Antonino de la Asunción (Amorebieta, 17 de enero de 1867 – Roma, 16 de octubre de 1943), de nombre secular Antonio Zamalloa y Zamalloa, fue un religioso católico español, trinitario descalzo, cronista de dicha Orden, historiador, teólogo, canonista, definidor general, consultor pontificio y ministro general de la Orden Trinitaria.

## Biografía
Antonio Zamalloa y Zamalloa nació en Amorebieta (Vizcaya - España) en el seno de una familia de profundos valores cristianos. Ingresó a la Orden de la Santísima Trinidad, por invitación de su tío Bernardino del Santísimo Sacramento, a la sazón comisario general de la Congregación Hispana de los Descalzos Trinitarios. Entró en el convento de San Carlo alle Quattro Fontane en Roma. En 1881 tomó el hábito y el nombre de Antonino de la Asunción. Hizo su primera profesión el 18 de enero de 1883. Cursó Filosofía, Teología y Derecho canónico en la Pontificia Universidad Gregoriana. Fue ordenado sacerdote el 7 de julio de 1889 y destinado a ser maestro de novicios y estudiantes. En 1894 fue elegido definidor general para la Familia Hispana, postulador general y cronista de la Orden. En el capítulo general de 1906 fue elegido ministro general de la Orden. Reelegido en tres ocasiones, gobernó la Orden hasta su muerte.
Antonino de la Asunción fue nombrado consultor de tres congregaciones pontificias: Congregación de Religiosos (1912), Congregación de Ritos (1918), y Propaganda Fide (1932). Fue consultado durante la redacción de Código de Derecho Canónico de 1917 y redactó las Constituciones de la Orden de 1933. Durante su generalato la Orden conoció un periodo de expansión por el mundo, especialmente en América. Antonino fue tenido en gran aprecio por numerosos institutos religiosos en Roma como director espiritual. Además se preocupó por purificar la historia de los trinitarios de las antiguas leyendas o invento de las crónicas que proliferaron por el siglo XVII. Gracias a ese amor por la historia y con el fin de conservar los documentos importantes de la historiografía trinitaria fue uno de los impulsores, con el general Xavier de la Inmaculada, de la revista oficial de la Curia general Acta Ordinis Sanctissimae Trinitatis.

## Obras
Entre las principales obras de Antonino de la Asunción se encuentran:
- Arbor Chronologica Ordinis Excalceatorum Sanctissimae Trinitatis, Roma 1894.
- Diccionario de escritores trinitarios de España y Portugal, vol. I-II, Roma 1898-1899.
- Historia documentada del convento de PP. Trinitarios de Avingaña, Roma 1915.
- Datos para la historia de la Provincia de la Inmaculada Concepción de la Orden de los Descalzos de la SS. Trinidad, Roma 1916
- Les origines de l’Ordre de la Très Sainte Trinité d’après les documents, Roma 1925.